# 富山県道321号中沖呉羽線
富山県道321号中沖呉羽線（とやまけんどう321ごう なかおきくれはせん）とは、富山県富山市内を結ぶ都道府県道である。

## 概要
- 起点：富山県富山市中沖（富山県道322号八町大門線交点）
- 終点：富山県富山市茶屋町（富山県道9号富山戸出小矢部線、富山県道44号富山高岡線交点）

## 接続する道路
- 富山県道322号八町大門線（富山市中沖、交点）
- 国道8号（富山市高木）
- 富山県道211号吉作小竹線（富山市呉羽町）
- 富山県道208号小竹諏訪川原線（富山市呉羽町）
- 富山県道9号富山戸出小矢部線・富山県道44号富山高岡線（富山市茶屋町、終点）
  - 下り方向は、富山県道44号富山高岡線への右左折のみ可能。富山県道9号富山戸出高岡線への進行は不可）